# Meiningen (stacja kolejowa)
Meiningen – stacja kolejowa w Meiningen, w kraju związkowym Turyngia, w Niemczech. Znajdują się tu 3 perony.